# The 50th Anniversary Collection: The Copyright Extension Collection, Vol. 1
The 50th Anniversary Collection: The Copyright Extension Collection, Vol. 1 je kompilační album amerického písničkáře Boba Dylana, které vydala v prosinci 2012 společnost Sony Music Entertainment. Nahrávky pochází z roku 1962 (od ledna do prosince). Důvodem vydání byl fakt, že v roce 2013 by nahrávky v Evropě spadly do public domain. Za účelem ponechání autorských práv vyšlo toto album, a to pouze v Evropě a v limitovaném počtu sto kusů. Na albu se nachází celkem 86 písní. Jsou mezi nimi například demonahrávky, koncertní záznamy z newyorských klubů, kde Dylan začínal, i outtaky z jeho prvního alba The Freewheelin' Bob Dylan. Kromě sta vydaných fyzických nosičů (CD) bylo album možné zakoupit digitálně z hudebníkova webu, ale pouze pro ty, kteří se přihlásí z Německa či Francie.

## Seznam skladeb
Disk 1
1. Going Down to New Orleans (Take 1)
2. Going Down to New Orleans (Take 2)
3. Sally Gal (Take 2)
4. Sally Gal (Take 3)
5. Rambling Gambling Willie (Take 1)
6. Rambling Gambling Willie (Take 3)
7. Corrina, Corrina (Take 1)
8. Corrina, Corrina (Take 2)
9. The Death of Emmett Till (Take 1)
10. (I Heard That) Lonesome Whistle (Take 2)
11. Rocks and Gravel (Solid Road) (Take 3)
12. Sally Gal (Take 4)
13. Sally Gal (Take 5)
14. Baby, Please Don't Go (Take 1)
15. Baby, Please Don't Go (Take 3)
16. Milk Cow (Calf's) Blues (Good Morning Blues) (Take 1)
17. Milk Cow (Calf's) Blues (Good Morning Blues) (Take 3)
18. Wichita Blues (Going to Louisiana) (Take 1)
19. Wichita Blues (Going to Louisiana) (Take 2)
20. Milk Cow (Calf's) Blues (Good Morning Blues) (Take 4)
21. Wichita Blues (Going to Louisiana) (Take 2)
22. Baby, I'm in the Mood for You (Take 2)
23. Blowin' in the Wind (Take 1)
24. Blowin' in the Wind (Take 2)
25. Worried Blues (Take 1)
26. Baby, I'm in the Mood for You (Take 4)

Disk 2
1. Bob Dylan's Blues (Take 2)
2. Bob Dylan's Blues (Take 3)
3. Corrina, Corrina (Take 2)
4. Corrina, Corrina (Take 3)
5. That's All Right, Mama (Take 1)
6. That's All Right, Mama (Take 3)
7. That's All Right, Mama (Take 5)
8. Mixed Up Confusion (Take 3)
9. Mixed Up Confusion (Take 5)
10. Mixed Up Confusion (Take 6)
11. Mixed Up Confusion (Take 7)
12. Mixed Up Confusion (Take 9)
13. Mixed Up Confusion (Take 10)
14. Mixed Up Confusion (Take 11)
15. That's All Right, Mama (Take 3)
16. Rocks and Gravels (Solid Road) (Take 2)
17. Ballad of Hollis Brown (Take 2)
18. Kingsport Town (Take 1)
19. When Death Comes Creepin' (Whatcha Gonna Do?) (Take 1)
20. Hero Blues (Take 1)
21. When Death Comes Creepin' (Whatcha Gonna Do?) (Take 1)
22. I Shall Be Free (Take 3)
23. I Shall Be Free (Take 5)
24. Hero Blues (Take 2)
25. Hero Blues (Take 4)

Disk 3
1. Hard Times in New York Town
2. The Death of Emmett Till
3. I Rode Out One Morning
4. House of the Rising Sun
5. See That My Grave Is Kept Clean
6. Ballad of Donald White
7. Honey, Just Allow Me One More Chance
8. Talkin' New York
9. Corrina, Corrina
10. Deep Ellum Blues
11. Blowin' in the Wind
12. The Death of Emmett Till
13. Stealin'
14. Hiram Hubbard
15. Blowin' in the Wind
16. Rocks and Gravel
17. Quit Your Low Down Ways
18. He Was a Friend of Mine
19. Let Me Die in My Footsteps
20. Two Trains Runnin'
21. Ramblin' on My Mind
22. Muleskinner Blues
23. Muleskinner Blues (Part 2)

Disk 4
1. Sally Gal
2. Highway 51
3. Talking John Birch Paranoid Blues
4. Ballad of Hollis Brown
5. A Hard Rain's A-Gonna Fall
6. See That My Grave Is Kept Clean
7. No More Auction Block
8. Motherless Children
9. Kind Hearted Woman Blues
10. Black Cross
11. Ballad of Hollis Brown
12. Ain't No More Cane